# Compsoctena barbarella
Compsoctena barbarella is een vlinder uit de familie van de Eriocottidae. De wetenschappelijke naam van de soort is voor het eerst geldig gepubliceerd in 1856 door Francis Walker.